# Valentina Figuera
Lourdes Valentina Figuera Morales (Puerto La Cruz, Anzoátegui, Venezuela; 16 de junio de 2000) es una modelo y reina de belleza venezolana, conocida por ser la ganadora del concurso de belleza Miss Grand International 2019 en Caracas, Venezuela.

## Biografía
Figuera es oriunda de la Calle Maneiro de Puerto La Cruz, Anzoátegui, al oriente de Venezuela y tiene una hermana gemela idéntica llamada Verónica. Fue la ganadora del Reinado Turístico Internacional de los Carnavales de Barcelona (donde también saldrían al ruedo Edymar Martínez, Miss Internacional 2015 y Sthefany Gutiérrez Miss Venezuela 2017 y segunda finalista del Miss Universo 2018) y para el momento de su paso por los concursos de belleza, cursaba estudios de Arquitectura en el Instituto Universitario Politécnico Santiago Mariño en Puerto La Cruz. Fue finalista de la primera edición de El Concurso by Osmel Sousa realizada en el Teatro Municipal de Caracas (donde compitió junto a su gemela), a finales de 2018 y obtuvo el puesto de Miss Grand International Venezuela 2019

## Trayectoria
Figuera representó a Venezuela en la edición 7 del certamen Miss Grand Internacional, que se realizó el 25 de octubre de 2019 en la ciudad de Caracas, Venezuela, en dicho evento compitió con otras 60 candidatas de otras naciones del mundo. Al final de la velada fue coronada por Miss Grand Internacional 2018, la paraguaya Clara Sosa, como Miss Grand Internacional 2019, siendo el primer título de Venezuela en este certamen.

## Miss Grand Internacional 2019
Valentina fue una de las reinas de belleza más activas de 2019-2020, ya que la situación en Tailandia (país sede del concurso y donde vive la ganadora durante su año de reinado) durante la pandemia del COVID-19, fue más segura que en la mayoría de los demás países, por lo que a diferencia de otras reinas internacionales de belleza, se le permitió participar en una serie de eventos dentro de dicho país, visitando además Indonesia, Camboya, Panamá y Venezuela (antes del inicio de la pandemia).
Su reinado marcó además varios récords, entre los cuales cabe destacar ser la ganadora más joven al momento de su coronación (19 años); la más alta (1,84 m); la primera en coronarse en su propio país como anfitriona; y también el récord de ostentar el reinado más largo de la historia de este certamen (17 meses y 2 días) transcurridos durante 2019-2020-2021.
El 27 de marzo de 2021 en Bangkok, Tailandia, entregó su título a Abena Appiah de los Estados Unidos.